# Centrum för Internationellt Ungdomsutbyte

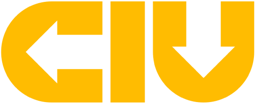
Logotyp

Centrum för Internationellt Ungdomsutbyte (CIU) var en svensk ideell allmännyttig förening som arbetade för ungas samarbete över nationella och kulturella gränser. CIU drev webbplatsen Mytellus, en mötesplats för unga som vill åka utomlands. CIU erbjöd även en föreläsning som hette Världens Möjligheter och tog fram en kartläggande valideringsmetod, ELD, som används för att synliggöra informell kompetens.
Centrum för Internationellt Ungdomsutbyte hette från början Stiftelsen för Internationellt Ungdomsutbyte. Från 1996 har verksamheten drivits som den ideella föreningen Centrum för Internationellt Ungdomsutbyte.
Stiftelsen för Internationellt Ungdomsutbyte stiftades i februari 1990 av staten, Riksidrottsförbundet och Landsrådet för Sveriges Ungdomsorganisationer.
Bakgrunden var att Landsrådet för Sveriges Ungdomsorganisationer uppvaktat ungdomsminister Ulf Lönnqvist om att en stiftelse för att stödja internationellt ungdomsutbyte skulle inrättas, samt att Sverige skulle delta i det europeiska samarbetet om ungdomskort.
I januari 1991 föreslog dåvarande ungdomsministern Margot Wallström att SIU skulle få i uppdrag att bland annat:
- stödja särskilda insatser för att bredda ungdomsutbytet till andra grupper än dem som traditionellt deltar
- stimulera utbyte med geografiska områden som Sverige har lite utbyte med
- ha samordnande ansvar för information kring ungdomsutbyte, samt utveckla och stimulera det svenska ungdomsutbytet
- utveckla ett informationssystem om ungdomsutbyte
- bygga upp det svenska ungdomskortet

Arbetet med databasen som drevs med finansiering från främst Allmänna arvsfonden kom att bli ett långvarigt projekt. 1995 presenterades en användbar tillämpning i CD-romformat under varumärket Orbis som såldes till bibliotek och arbetsförmedlingar. Databasen höll mycket hög kvalité och ett kartbaserat användargränssnitt visade sig fungera mycket bra för ungdomarnas självständiga informationssökning. Orbis släpptes i tre versioner fram till 1997 och är fortfarande informationskärnan i sajten Mytellus.com.
Satsningen på ett svenskt ungdomskort där verksamheten drevs i ett helägt aktiebolag, blev ett misslyckande. Trots en försvarlig marknadsföringsbudget och professionell kampanj lyckades inte Ungdomskortet intressera vare sig köpare eller rabattgivare i tillräcklig utsträckning. Satsningen lades ned 1994 men CIU ingick i de formella samarbetena i European Youth Card Association under lång tid därefter.
1992 började SIU intressera sig för att ordna utbyten i egen regi. Kontakter med organisationen Canada World Youth (CWY) gav inspiration. 1993 deltog några svenska deltagare i CWY:s utbyten och 1994 startade det första Sweden World Youth-utbytet med Thailand och Costa Rica. 1995 startades programmet Youth Partners in Development med mer uttalat fokus på volontärarbete i FN:s regi. Dessa program finansierades till största delen av Sida.
SIU blev också huvudman för EU:s utbytesprogram, Ungdom för Europa och medlem i Eurodesk, det nätverk för ungdomsfrågor som började skapas 1994.
I och med Sveriges EU-inträde 1995 och de ökade krav på europeiskt samarbete detta ställde kom SIU:s ställning att ifrågasättas. Staten gillade inte heller längre att driva politik genom att vara huvudman i en stiftelse. Riksdagen beslöt att SIU skulle läggas ned och de verksamheter som kunde karakteriseras som myndighetsutövning (f a Ungdom för Europa) överflyttas till Ungdomsstyrelsen som fick betydligt utökade arbetsuppgifter. De övriga verksamheterna skulle om möjligt överflyttas till en ideell förening. SIU lades ned den 30 juni 1996. 
Den ideella föreningen Centrum för Internationellt Ungdomsutbyte hade från början bara LSU, Landsrådet för Sveriges Ungdomsorganisationer som medlem. Ett nätverk av tidigare deltagare i SWY och YPD bildade också förening och denna fick status av medlem. Sammantaget fanns alltså två formella medlemmar där LSU var den med stort inflytande.
Verksamheten var från början ganska ostadig och målsättningen inte helt klar. Från mitten av 1997 och framåt blev fokus mycket inriktat på den utåtriktade informationsverksamheten med målsättningen att CIU skulle ha den ledande kompetensen inom området internationellt ungdomsutbyte. Arbetet med Orbis, sedermera MyTellus, referenshandboken Far och Flyg, sedermera MyTellus-pocket, information och rådgivning direkt till ungdomar, via media och vidareinformatörer prioriterades. I slutet av nittiotalet genomfördes projektet Bredda Ungdomsutbytet i Sverige (BUS) som en turné runt Sverige. Mycket ansträngningar lades också ned på att skapa samarbeten med TV vilket slutligen skedde genom projektet Cosmomind som sjösattes våren 2003.
2003-2010 fann CIU en ny balans mellan rollerna som utbytesanordnare i SWY och YPD, ungdomsinformatör genom webbplatsen MyTellus och metodutvecklare genom satsningar på validering och utbildningar inom hållbar miljöutveckling och entreprenörskap. 
Under 2010 drog Sida in sitt stöd till CIU och utbytesprogrammen YPD och SWY avvecklades under året.
År 2011 avveckaldes organisationen helt.